# Elaeoluma nuda
Elaeoluma nuda là một loài thực vật có hoa trong họ Hồng xiêm. Loài này được (Baehni) Aubrév. mô tả khoa học đầu tiên năm 1972.